# Марта Кристина Тиахаху
Марта Кристина Тиахаху (4 января 1800 — 2 января 1818) — молуккская военная деятельница, борец за свободу Молукки от европейских колонизаторов, национальная героиня Индонезии.
Родившись в семье военного вождя, Тиахаху принимала активное участие в военных действиях с самого раннего возраста. Она вступила в ряды армии молуккцев во главе с Паттимурой, которая сражалась против голландского колониального господства, когда ей было 17 лет, и участвовала в нескольких сражениях. После пленения в октябре 1817 года она была освобождена в связи с её малым возрастом. После этого Тиахаху продолжила сражаться и вновь была пленена. Будучи отправленной на Яву, где она должна была быть продана в рабство, Тиахаху заболела в пути и, отказываясь от еды или приёма лекарств, умерла на корабле в море Банда.
Тиахаху считается национальной героиней Индонезии, а дата её смерти отмечается как праздник. В её честь были также воздвигнуты две статуи: одна в Амбоне и одна в Абубу; кроме того, в её честь названы военный корабль, улица, Молуккская социальная организация и женский журнал.

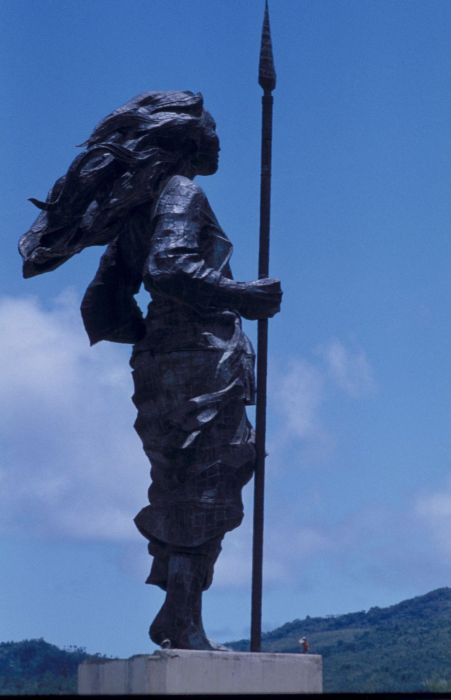
Статуя Тиахаху в Амвоне.

## Биография
Тиахаху родилась в селе Абубу на острове Нусалаут, недалеко от Малуку, 4 января 1800 года. Её отцом был военный вождь Паулюс Тиахаху из клана Соа Улупути. Её мать умерла, когда Тиахаху была ещё младенцем, ввиду чего она была воспитана её отцом. Она с детства отличалась упрямством и следовала за своим отцом, куда бы он ни пошел, время от времени присоединяясь к нему во время планирования атак на голландцев.
Начиная с 1817 года Тиахаху присоединилась к своему отцу в партизанской войне, которую он вёл против голландского колониального правительства. Они также поддержали армию Паттимуры. Известно, что она участвовала в нескольких сражениях. В битве при острове Сапаруа войска повстанцев под её командованием убили голландского командира Ричмента и ранили его заместителя командира Мейера. В другом бою ей и её войскам удалось полностью сжечь крепость Дюрстеде. Во время сражений, она, как сообщалось, бросала камни в голландских солдат, если у её солдат не было боеприпасов, в то время как другие источники сообщают о её владении копьём. После того как Вермюлен Крингер возглавил голландские войска в Малуку, Тиахаху, её отец и Паттимура были в октябре 1817 года захвачены в плен.
После перевозки пленных на корабле HNLMS Evertsen в Нусалаут Тиахаху стала единственным попавшим в плен солдатом, не получившим наказания, — это было связано с её юным возрастом. После некоторого времени содержания под стражей в форте Бевервийк, где её отец был казнен, в конце 1817 года Тиахаху была выпущена на свободу. Она продолжила партизанскую борьбу против голландцев.
После начала в декабре 1817 года голландского наступления Тиахаху и несколько других бывших повстанцев были пойманы. Захваченные партизаны были помещены на корабль Evertsen, на котором их повезли на Яву; они должны были стать рабами на кофейных плантациях на острове. Однако по пути на Яву Тиахаху заболела. Отказываясь от лекарств и еды, она умерла 2 января 1818 года, когда корабль пересекал море Банда; её погребли в море в тот же день.

## Память
Вскоре после провозглашения независимости Индонезии Тиахаху была объявлена национальной героини Индонезии. 2 января было объявлено днём памяти Марты Кристины Тиахаху. В этот день жители Молуккских островов кидают цветочные лепестки в воды море Банда в рамках официальной церемонии памяти в честь её борьбы. Эта церемония, тем не менее, менее торжественная, чем церемония в честь Паттимуры, которая проводится 15 мая.
В честь Тиахаху установлено несколько памятников. В Амбоне, административном центре провинции Малуку, в 1977 году была установлена её 8-метровая статуя с копьём в руке; она расположена в Каранпанджане с видом на море Банда. В Акубу её статуя с копьём в руке, как бы призывающая солдат следовать за ней, была возведена и освящена к 190-летию её смерти. Кроме того, в её честь названы некоторые объекты в Индонезии, в том числе одна из улиц в Каранпанджане, Амбон, и военный корабль, KRI Martha Christina Tiahahu.
Именем Тиахаху как символа храбрости и «дух борьбы» названо также несколько организаций, в том числе общественная организация молуккцев в Джакарте и женский журнал в Амбоне.